# Matthew Hauser
Matthew Hauser, né le 3 avril 1998 à Maryborough dans le Queensland est un triathlète  professionnel australien, champion du monde de relais mixte en 2017 avec Charlotte McShane, Ashleigh Gentle et Jacob Birtwhistle.

## Palmarès
Le tableau présente les résultats les plus significatifs (podium) obtenus sur le circuit international de triathlon depuis 2016,.
| Année | Compétition                                      | Pays             | Position           | Temps           |
| ----- | ------------------------------------------------ | ---------------- | ------------------ | --------------- |
| 2024  | Grand Prix de triathlon - Étape de Metz          | France           | Médaille d'or      | 54 min 3 s      |
| 2024  | WTCS Hamburg                                     | Allemagne        | Médaille d'or      | 50 min 3 s      |
| 2024  | WTCS Yokohama                                    | Japon            | Médaille d'argent  | 1 h 42 min 12 s |
| 2024  | Championnat d'Océanie                            | Nouvelle-Zélande | Médaille d'or      | 1 h 47 min 20 s |
| 2023  | WTCS Montréal                                    | Canada           | Médaille d'or      | 53 min 47 s     |
| 2023  | WTCS Yokohama                                    | Japon            | Médaille d'argent  | 1 h 42 min 17 s |
| 2023  | Grand Prix de triathlon - Étape de Metz          | France           | Médaille d'or      | 51 min 49 s     |
| 2022  | Grand Prix de triathlon - Étape de Quiberon      | France           | Médaille d'or      | 53 min 9 s      |
| 2022  | Jeux du Commonwealth - Birmingham                | Australie        | Médaille de bronze | 50 min 50 s     |
| 2022  | WTS Hambourg                                     | Allemagne        | Médaille d'argent  | 53 min 13 s     |
| 2022  | Coupe d'Océanie - l'étape sprint de Gold Coast   | Australie        | Médaille d'or      | 0 h 52 min 57 s |
| 2021  | Coupe d'Océanie - l'étape sprint de Devonport    | Australie        | Médaille d'or      | 0 h 53 min 34 s |
| 2019  | Coupe du monde - l'étape de Nour-Soultan         | Kazakhstan       | Médaille d'or      | 1 h 43 min 51 s |
| 2019  | Coupe du monde - l'étape super-sprint de Chengdu | Chine            | Médaille d'or      | 27 min 42 s     |
| 2018  | Coupe du monde - l'étape de Mooloolaba           | Australie        | Médaille d'argent  | 53 min 13 s     |
| 2017  | Coupe du monde - l'étape super-sprint de Chengdu | Chine            | Médaille d'or      | 26 min 46 s     |
| 2016  | Coupe d'Océanie - l'étape de Osaka               | Japon            | Médaille d'or      | 0 h 56 min 52 s |

| Année | Compétition                       | Pays      | Position           | Temps           |
| ----- | --------------------------------- | --------- | ------------------ | --------------- |
| 2022  | Jeux du Commonwealth - Birmingham | Australie | Médaille de bronze | 1 h 17 min 29 s |
| 2022  | WTS Hambourg                      | Allemagne | Médaille d'argent  | 1 h 21 min 3 s  |
| 2018  | Jeux du Commonwealth - Gold Coast | Australie | Médaille de bronze | 1 h 17 min 29 s |
| 2017  | Championnats du monde - Hambourg  | Australie | Médaille d'or      | 1 h 22 min 38 s |

| Année | Nombres | Étapes                               |
| ----- | ------- | ------------------------------------ |
| 2022  | 2       | Neom, Munich + du classement général |
| Total | 2       |                                      |